# يلينا بودكامينسكايا
يلينا بودكامينسكايا هي ممثلة روسية ولدت في 10 أبريل 1979.

## روابط خارجية
- يلينا بودكامينسكايا على موقع IMDb (الإنجليزية)
- يلينا بودكامينسكايا على موقع قاعدة بيانات الفيلم (الإنجليزية)
- يلينا بودكامينسكايا على موقع كينوبويسك (الروسية)